# Nakamura Hideyuki
Hideyuki Nakamura (sinh ngày 3 tháng 6 năm 1984) là một cầu thủ bóng đá người Nhật Bản.

## Sự nghiệp câu lạc bộ
Hideyuki Nakamura đã từng chơi cho Mito HollyHock, Thespakusatsu Gunma, FC Gifu và Montedio Yamagata.